# Robinsoncrusoepetrell
Robinsoncrusoepetrell (Pterodroma defilippiana) är en hotad fågel i familjen liror som förekommer i östra Stilla havet.

## Utseende
Robinsoncrusoepetrellen är en liten (26 cm) petrell med tydligt avgränsat "M"-tecken på mörkgrå ovansidan. Den är vit på pannan men har mörkgrå hjässa och ögonmask som sträcker sig till ett brutet bröstband. Yttre stjärtpennorna är vita, liksom strupen och nedre delen av bröstet till buken. Undersidan av vingen är huvudsakligen vit men med svart på vingspetsen och vingbakkanten. Från andra små petreller skiljer den sig genom vitare vingundersida.
Maoripetrellen (Pterodroma cookii) har kortare stjärt och kortare, tunnare näbb, medan långnäbbad petrell (P. longirostris) har ljusare hjässa och nacke utan mörkare centrala stjärtpennor. Whakaupetrellen (P. pycrofti) är möjligen omöjlig att skilja från robinsoncrusoepetrellen, men utbredningsområdena överlappar troligen inte.

## Läten
Lätena är okända.

## Utbredning och systematik
Fågeln häckar dels i två ögrupper tillhörande Chile, dels i Juan Fernández-öarna på Santa Clara (troligen utdöd på Robinson Crusoe), dels i Desventuradasöarna på Isla San Ambrosio och Isla San Félix (Chile). Utanför häckningssäsongen lever den pelagiskt i närliggande Humboldtströmmen, söder om Ekvatorn. Tidigare behandlades den som underart till maoripetrellen (Pterodroma cookii).

## Levnadssätt
Fågeln häckar i kolonier på skyddade klipphyllor, i klippskrevor, grottor och bland stenblock vid foten av lavaklippor. Den lägger ägg i månadsskiftet juli–augusti, äggen kläcks från september till början av oktober och kolonin överges i december. Den har dock konstaterats häcka i februari på Isla San Félix.

## Status
Arten häckar endast på tre eller fyra öar och är därför mycket känslig för yttre störningar. Huvuddelen av populationen tros vara stabil. Världspopulationen har uppskattats till 2.777 häckande par. Internationella naturvårdsunionen IUCN kategoriserar arten som sårbar.

## Namn
Fågelns vetenskapliga artnamn hedrar Filippo De Filippi (1814-1867), italiensk zoolog och samlare av specimen.